# Tibau
Tibau is een gemeente in de Braziliaanse deelstaat Rio Grande do Norte. De gemeente telt 3.937 inwoners (schatting 2009).
De gemeente grenst aan Mossoró, Grossos en Icapuí.